# The Man with the Child in His Eyes
Pour un article plus général, voir Discographie et vidéographie de Kate Bush.
 (juin 2013).
Singles de Kate Bush
Moving
(1978) Them Heavy People
(1978)
Pistes de The Kick Inside
Kite Wuthering Heights
The Man with the Child in His Eyes est une chanson de Kate Bush. Il s'agit du cinquième titre de son premier album The Kick Inside et a été publié comme son second single, en 1978, sauf au Japon ou la chanson Moving l'a précédé.